# Valencia Club de Fútbol 2012-2013
Questa voce raccoglie i dati del Valencia Club de Fútbol nelle competizioni ufficiali della stagione 2012-2013.

## Stagione

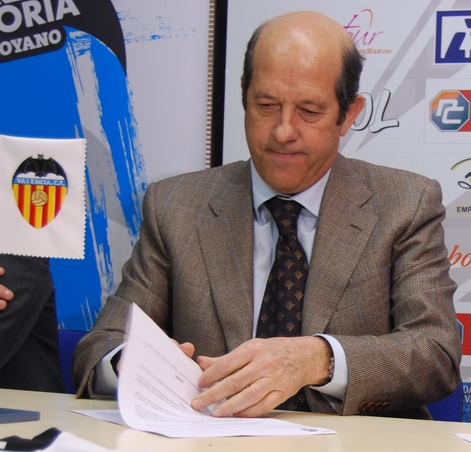
Il dimissionario Manuel Llorente che durante la stagione lascerà ad Andreu Fajardo il titolo di presidente temporaneo.

La stagione 2012-2013 vede la 78ª partecipazione nella massima divisione spagnola e la 26ª di fila per il club valenciano.
Grazie a un buon rendimento casalingo la squadra di Valverde conclude il campionato in quinta posizione, garantendosi l'accesso ai preliminari di Europa League, dopo aver combattuto a lungo con il Malaga e successivamente con la Real Sociedad per conquistare il 4º posto, valido per i preliminari di Champions League.
Nel pre-campionato la squadra spagnola gioca la prima partita di relativa importanza nel "Trofeu Taronja", un match in cui affronta il Porto e vince ai tiri di rigore dopo l'1-1 dei tempi regolamentari. Nella roulette dei rigori l'assoluto protagonista è Diego Alves, portiere del Valencia, che para due rigori. Il 4 agosto è la data per cui è organizzata l'amichevole con l'Indonesia, terminata con un indiscutibile successo per 5-0 a favore del Valencia. Cinque giorni dopo si disputa al Mestalla l'incontro con il Tottenham valido per il "Trofeo Estrella Damm" utilizzato anche come partita di presentazione per la squadra. La partita si conclude con un 2-0 per la squadra di casa. L'ultimo match degno di nota giocato prima dell'inizio della stagione conta solo per il "Trofeo Ciudad de Alcoy" che vede imporsi la squadra di Primera División per 0-3.

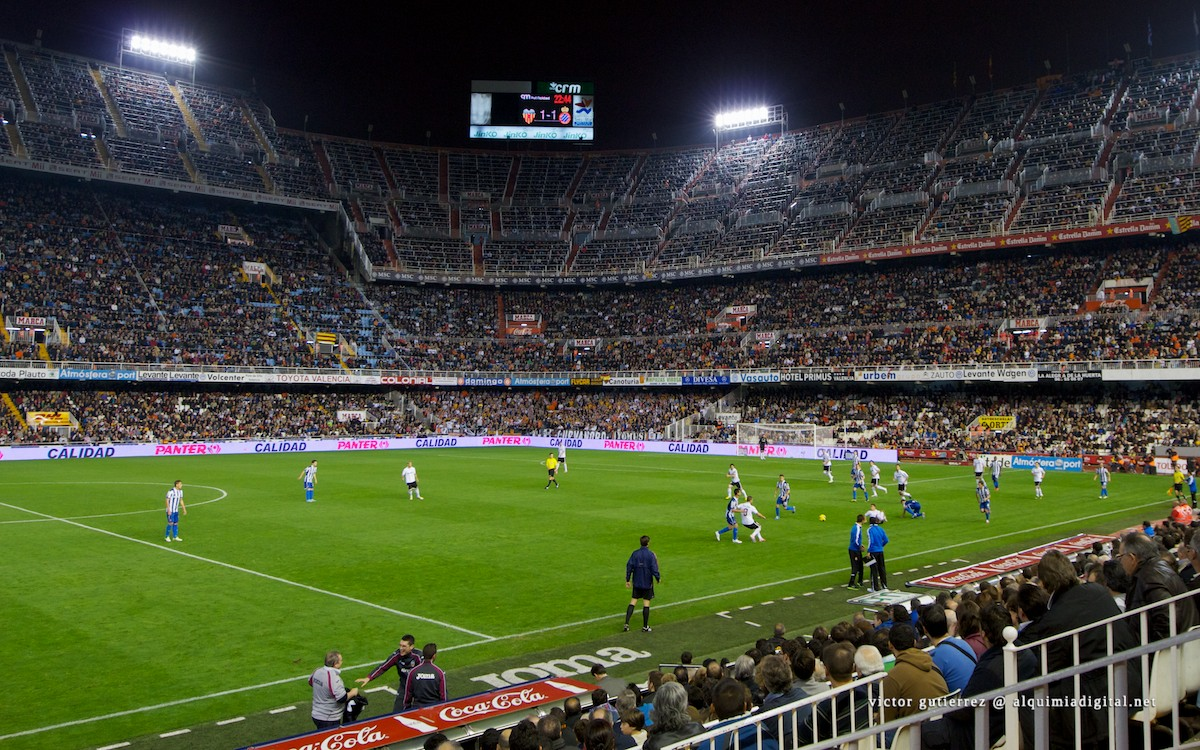
Una fase di gioco della partita poi vinta 2–1 contro l'Espanyol.

La stagione non comincia nel migliore dei modi, infatti nelle prime tre giornate di campionato i pipistrelli conquistano solo 2 punti, anche a causa dei match esterni con Real Madrid e Barcellona. Segue un'alternanza di vittorie casalinghe (Celta Vigo, Real Saragozza, Athletic Bilbao), che giungono al culmine nell'affermazione sull'Atletico Madrid, terzo in classifica, e sconfitte fuori casa: ne sono l'emblema l'insuccesso con il Maiorca, ultimo in classifica, e il derby perso con il Levante. Alla 14ª giornata si disputa un incontro importantissimo riguardo alla conquista del 4º posto alla fine del campionato: la partita vede di fronte il club Valenciano e la Real Sociedad, la quale si impone per 5-2 contro un avversario ridotto in dieci uomini per un tempo. A seguito di questa sconfitta viene esonerato l'allenatore Mauricio Pellegrino, che verso la fine del girone d'andata ha portato la squadra al 12º posto in classifica. Subentra nel ruolo di allenatore Ernesto Valverde due giorni dopo la sconfitta, ovvero il 3 dicembre. Con la guida dell'allenatore spagnolo il Valencia chiude positivamente il girone d'andata, vincendo 4 gare su 5 disputate.

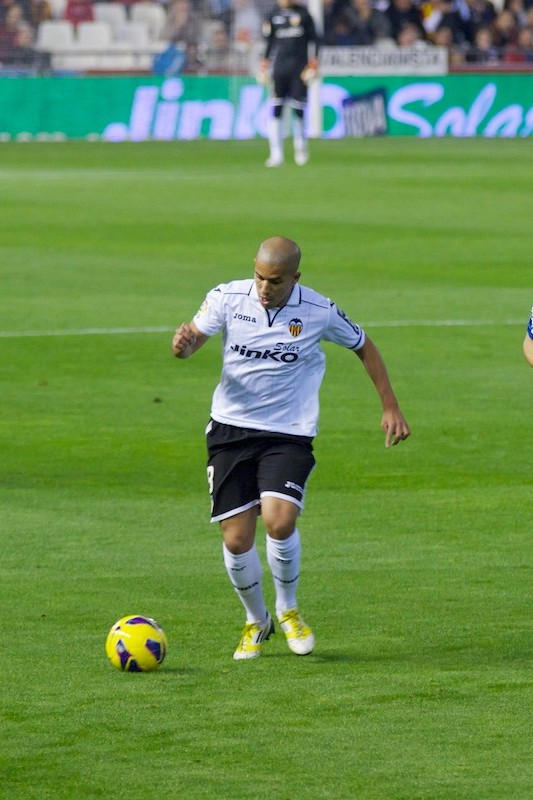
Sofiane Feghouli in azione nel match d'andata contro l'Espanyol. Durante questa stagione il trequartista algerino ha mostrato il suo potenziale di gran giocatore, attirando l'attenzione di vari club, anche italiani.

Il ritorno comincia con una netta sconfitta al Mestalla per 5-0 contro il Real Madrid; la squadra riesce comunque a reagire ottenendo una serie positiva di 6 partite, andando anche a pareggiare per 1-1 al Camp Nou contro il Barcellona. Il buon periodo di forma prosegue anche dopo la sconfitta a Bilbao con l'Athletic, e permette di ottenere un'ottima vittoria contro il Malaga (il tabellino recita 5-1 per la squadra allenata da Valverde). In questo periodo si svolge una partita per celebrare il 90º anniversario dalla fondazione del Castellón, nella quale si impone per 1-5 il club con presidente, anche se ancora per poco, Llorente. Nel turno successivo al Valencia tocca un altro avversario nella lotta per l'ultimo posto disponibile in Champions: all'Anoeta è però ancora la Real Sociedad a spuntarla. Successivamente vengono conquistate tre vittorie consecutive, due addirittura finite in goleada (4-0), e così viene raggiunta la squadra di San Sebastián che nelle partite successive alla vittoria nello scontro diretto raccoglie solo 4 punti, frutto di una vittoria, un pareggio e una sconfitta. Il sorpasso arriva alla penultima giornata grazie alla vittoria sul Granada e al contemporaneo pareggio tra la Real Sociedad e il Real Madrid. Ma all'ultima giornata giunge il controsorpasso: la squadra basca vince per 1-0 a La Coruña, mentre il Valencia viene superato per 4-3 dai padroni di casa del Siviglia grazie a una grande partita di Negredo (quattro gol) e anche a causa di una terna arbitrale non all'altezza della situazione. I pipistrelli, quindi, nella prossima stagione, non parteciperanno ai turni preliminari della Champions, bensì dovranno accontentarsi dell'Europa League
In Champions League il Valencia si trova nel girone con Bayern Monaco, Lilla e Bate Borisov. Dopo l'iniziale sconfitta all'Allianz Arena contro i tedeschi, la squadra spagnola infila tre vittorie consecutive, infliggendo anche la prima sconfitta stagionale al BATE. Il Valencia ipoteca così il passaggio del turno, che puntualmente arriva grazie ai 13 punti conquistati; tuttavia non riesce a ottenere il primo posto del girone. Infatti conclude a pari merito con il Bayern Monaco e si ritrova seconda per via degli scontri diretti a sfavore. Agli ottavi viene sorteggiata la sfida con il Paris Saint Germain: l'incontro d'andata sorride ai francesi che si impongono per 2-1 al Mestalla, mentre al ritorno viene sancita l'eliminazione del Valencia che non ribalta il risultato d'andata, pareggiando per 1-1.
Sempre durante questa stagione i blanquinegros salgono, inizialmente, al 9º posto nel Ranking UEFA, ma vengono poi superati dal Benfica che conquista la finale dell'edizione 2012-2013 dell'Europa League.
Nella coppa nazionale, invece, il Valencia supera agevolmente ai sedicesimi il Llagostera, club di Segunda División B. In questa sfida viene raggiunto il minimo stagionale di spettatori al Mestalla. Il turno successivo viene eliminato l'Osasuna che, in stagione, su quattro incontri ufficiali, è stato sconfitto tutte le volte. La marcia nella coppa del re viene fermata ai quarti dal Real Madrid, a cui si deve arrendere per 2-0 al Santiago Bernabéu. Di conseguenza non è sufficiente il pareggio ottenuto al ritorno per 1-1.

## Maglie e sponsor
Nella stagione 2012-2013 la Jinko Solar, società cinese impegnata nell'utilizzo dell'energia solare, inizia la prima stagione intera come sponsor principale del Valencia (l'accordo tra il produttore di pannelli fotovoltaici e Manuel Llorente è stato preso a inizio febbraio del 2012). Il secondo sponsor sulla maglia è MSC Crociere, a cui viene dedicato uno spazio sulla manica sinistra.
È invece la Joma il fornitore dell'abbigliamento sportivo. La società spagnola, leader nel proprio settore, è anche lo sponsor tecnico del club valenciano.
|  | Casa | Trasferta | Terza divisa |

## Organigramma societario
Area direttiva
- Presidente del consiglio: Vicente Andreu
- Membri del consiglio: Manuel Llorente, Társilo Piles Guaita, Vicente Gil Alcayde, Fernando Giner Gil
- Segretario del consiglio: Tomás Trenor Puig
- Amministratore delegato: Luis Cervera
- Delegato: Salvador González Marco, meglio conosciuto come Voro

Area organizzativa
- Direttore sportivo: Braulio Vazquez

Area comunicazione
- Responsabile area comunicazione: Damià Vidagany

Area marketing
- Direttore marketing: Damià Vidagany

Area tecnica
- Allenatore: Mauricio Pellegrino, dal 3 dicembre Ernesto Valverde
- Allenatore in seconda: Jon Aspiazu San Emeteri
- Preparatore atletico: José Antonio Pozanco Lancho
- Preparatore dei portieri: José Manuel Ochotorena
- Magazzinieri: José Manuel López, Vicente Navarro Navarro, Iván Montero Rodríguez, Vicente Ventura Deval, Bernardo España

Area sanitaria
- Responsabile settore medico: Jordi Candel Rossell
- Medico sociale: Joaquín Mas Luis Silvestre
- Infermiere: Pepe de los Santos
- Fisioterapisti: Juan Ángel Balleseros, Luis Baraja Vegas, Andreu Gramaje Bornay, Fran Falaguera e José Fernández
- Farmacista: Francisco Vidal Ortells

## Rosa
Rosa aggiornata al 31 gennaio 2013
| N. |                       | Ruolo | Calciatore                      |
| -- | --------------------- | ----- | ------------------------------- |
| 1  | Brasile (bandiera)    | P     | Diego Alves                     |
| 3  | Francia (bandiera)    | D     | Aly Cissokho                    |
| 4  | Francia (bandiera)    | D     | Adil Rami                       |
| 5  | Argentina (bandiera)  | C     | Fernando Gago                   |
| 6  | Spagna (bandiera)     | C     | David Albelda (capitano)        |
| 7  | Brasile (bandiera)    | A     | Jonas                           |
| 8  | Algeria (bandiera)    | C     | Sofiane Feghouli                |
| 9  | Spagna (bandiera)     | A     | Roberto Soldado (vice-capitano) |
| 10 | Argentina (bandiera)  | C     | Éver Banega                     |
| 11 | Argentina (bandiera)  | C     | Pablo Piatti                    |
| 12 | Portogallo (bandiera) | D     | João Pereira                    |
| 13 | Spagna (bandiera)     | P     | Vicente Guaita                  |
| 14 | Spagna (bandiera)     | D     | Antonio Barragán                |
| 15 | Spagna (bandiera)     | C     | Jonathan Viera                  |

| N. |                       | Ruolo | Calciatore       |
| -- | --------------------- | ----- | ---------------- |
| 16 | Paraguay (bandiera)   | A     | Nelson Valdez    |
| 17 | Messico (bandiera)    | C     | Andrés Guardado  |
| 18 | Spagna (bandiera)     | D     | Víctor Ruiz      |
| 20 | Portogallo (bandiera) | D     | Ricardo Costa    |
| 21 | Spagna (bandiera)     | C     | Daniel Parejo    |
| 22 | Francia (bandiera)    | D     | Jérémy Mathieu   |
| 23 | Spagna (bandiera)     | C     | Sergio Canales   |
| 24 | Argentina (bandiera)  | C     | Tino Costa       |
| 26 | Spagna (bandiera)     | P     | Felipe Ramos     |
| 28 | Spagna (bandiera)     | C     | Juan Bernat      |
| 29 | Spagna (bandiera)     | D     | Álex Quintanilla |
| 30 | Spagna (bandiera)     | D     | Carlos Delgado   |
| 31 | Spagna (bandiera)     | D     | Albert Dalmau    |
| 36 | Spagna (bandiera)     | C     | José Gayá        |

## Calciomercato

### Sessione estiva(dall'1/7 al 2/9)
La sessione estiva del mercato della società iberica è caratterizzata dal fair play finanziario, a causa dell'enorme debito accumulato. I rinforzi principali sono stati l'acquisto del terzino del Lione Aly Cissokho, costato 6 milioni di euro e servito a rimpiazzare il partente Jordi Alba, e l'arrivo del giovane Canales che viene riscattato dal Real Madrid per 7,5 milioni di euro, diventando uno dei 20 acquisti più onerosi del Valencia al momento della trattativa. Dal club madrileno viene anche acquistato Gago. Vengono inoltre presi Valdez del Rubin Kazan (prestito), Guardado (svincolato), e acquistati João Pereira dallo Sporting Lisbona e Jonathan Viera dal Las Palmas. Per far fronte a queste spese vengono ceduti giocatori per far cassa, su tutti Jordi Alba, riscattato dal Barcellona per 14 milioni; altra cessione importante è quella di Pablo Hernández, tramite la quale sono stati ricavati 7 milioni. Altri giocatori venduti sono Mehmet Topal (4,5 milioni di euro ricavati dal Fenerbahçe), Aritz Aduriz e Miguel Ángel Moyà, andato al Getafe. Alla società con sede vicino a Madrid viene anche dato in prestito Paco Alcácer. Vengono infine svincolati parecchi giocatori (Alejandro Domínguez, Hedwiges Maduro, Dealbert, Bruno, Míchel, Miguel).
| Acquisti | Acquisti        | Acquisti         | Acquisti                          |
| R.       | Nome            | da               | Modalità                          |
| -------- | --------------- | ---------------- | --------------------------------- |
| D        | Aly Cissokho    | Olympique Lione  | definitivo (6 mln €)              |
| A        | Nelson Valdez   | Rubin            | prestito (fino al 30 giugno 2013) |
| C        | Sergio Canales  | Real Madrid      | definitivo (7,5 mln €)            |
| C        | Fernando Gago   | Real Madrid      | definitivo (3,5 mln €)            |
| D        | João Pereira    | Sporting Lisbona | definitivo (3,7 mln €)            |
| C        | Jonathan Viera  | Las Palmas       | definitivo (2,5 mln €)            |
| C        | Andrés Guardado | svincolato       |                                   |

| Cessioni | Cessioni            | Cessioni        | Cessioni               |
| R.       | Nome                | a               | Modalità               |
| -------- | ------------------- | --------------- | ---------------------- |
| C        | Pablo Hernández     | Swansea City    | definitivo (7 mln €)   |
| A        | Paco Alcácer        | Getafe          | prestito               |
| A        | Alejandro Domínguez |                 | svincolato             |
| D        | Jordi Alba          | Barcellona      | definitivo (14 mln €)  |
| C        | Mehmet Topal        | Fenerbahçe      | definitivo (4,5 mln €) |
| A        | Aritz Aduriz        | Athletic Bilbao | definitivo (2,5 mln €) |
| P        | Miguel Ángel Moyà   | Getafe          | definitivo (2 mln €)   |
| C        | Hedwiges Maduro     |                 | svincolato             |
| D        | Dealbert            |                 | svincolato             |
| D        | Bruno               |                 | svincolato             |
| C        | Míchel              |                 | svincolato             |
| D        | Miguel              |                 | svincolato             |

### Sessione invernale(dal 3/1 al 31/1)
Durante la sessione invernale l'unica operazione di mercato effettuata vede la cessione in prestito di Gago al Vélez Sarsfield.
| Acquisti | Acquisti | Acquisti | Acquisti |
| R.       | Nome     | da       | Modalità |
| -------- | -------- | -------- | -------- |

| Cessioni | Cessioni      | Cessioni        | Cessioni |
| R.       | Nome          | a               | Modalità |
| -------- | ------------- | --------------- | -------- |
| C        | Fernando Gago | Vélez Sarsfield | prestito |

## Risultati

### Primera División

#### Girone d'andata
| Arbitro: | Carlos Delgado Ferreiro |

|            |           |           |
| Higuaín 9’ | Marcatori | 41’ Jonas |

| Arbitro: | Carlos Velasco Carballo |

|                                       |           |                                   |
| Soldado 11’, 28’ Sofiane Feghouli 41’ | Marcatori | 38’, 59’ Aguilar 76’ (rig.) Pizzi |

| Arbitro: | Miguel Ángel Pérez Lasa |

|             |           |  |
| Adriano 23’ | Marcatori |  |

| Arbitro: | José Luis Paradas Moreno |

|                          |           |            |
| Feghouli 4’ Cissokho 50’ | Marcatori | 16’ Cabral |

| Arbitro: | Alfonso Alvarez Izquierdo |

|                            |           |  |
| J. Victor 4’ Arizmendi 55’ | Marcatori |  |

| Arbitro: | Jesuú Peréz Montero |

|                                 |           |  |
| Feghouli 12’ Jonathan Viera 59’ | Marcatori |  |

| Arbitro: | Carlos del Cerro Grande |

|             |           |  |
| Martins 22’ | Marcatori |  |

| Arbitro: | Alberto Undiano Mallenco |

|                                              |           |                 |
| Soldado 26’ (rig.) Tino Costa 88’ Valdez 90’ | Marcatori | 19’, 30’ Aduriz |

| Arbitro: | Alejandro José Hernández Hernández |

|                  |           |  |
| Salva Sevilla 9’ | Marcatori |  |

| Arbitro: | Fernando Teixeira |

|                                 |           |  |
| Soldado 20’ Nelson Valdez 90+5’ | Marcatori |  |

| Arbitro: | Carlos Velasco Carballo |

|                         |           |              |
| Víctor Pérez 65’ (rig.) | Marcatori | 15’ Cissokho |

| Arbitro: | Carlos del Cerro Grande |

|                              |           |           |
| Viera 16’ Soldado 90’ (rig.) | Marcatori | 31’ Longo |

| Arbitro: | César Muñiz Fernández |

|                                                   |           |  |
| Portillo 8’ Saviola 75’ Santa Cruz 81’ Isco 90+2’ | Marcatori |  |

| Arbitro: | Carlos Clos Gómez |

|                 |           |                                                                     |
| Soldado 2’, 73’ | Marcatori | 44’ de la Bella 57’ Mikel 64’ Ifrán 83’ Agirretxe 90+1’ (rig.) Vela |

| Arbitro: | Ignacio Iglesias Villanueva |

|  |           |             |
|  | Marcatori | 56’ Soldado |

| Arbitro: | Alfonso Álvarez Izquierdo |

|  |           |                      |
|  | Marcatori | 83’ (rig.) Domínguez |

| Arbitro: | Carlos Delgrado Ferreiro |

|                                                    |           |                       |
| Soldado 1’ Jonas 7’ Ricardo Costa 30’ Valdez 90+4’ | Marcatori | 13’ Álvaro 60’ Alexis |

| Arbitro: | Alberto Undiano Mallenco |

|            |           |                      |
| Angulo 50’ | Marcatori | 60’ Jonas 82’ Piatti |

| Arbitro: | Javier Estrada Fernández |

|                  |           |  |
| Soldado 51’, 88’ | Marcatori |  |

#### Girone di ritorno
| Arbitro: | José Antonio Teixeira Vitienes |

|  |           |                                                  |
|  | Marcatori | 9’ Higuaín 34’, 45’ Di María 36’, 41’ C. Ronaldo |

| Arbitro: | Carlos Clos Gómez |

|                 |           |                                         |
| Riki 32’, 45+2’ | Marcatori | 1’ Jonas 63’ Valdez 90+2’ Ricardo Costa |

| Arbitro: | José Luis González González |

|            |           |                  |
| Banega 33’ | Marcatori | 39’ (rig.) Messi |

| Arbitro: | Fernando Teixeira Vitienes |

|  |           |              |
|  | Marcatori | 90+3’ Valdez |

| Arbitro: | Miguel Pérez Lasa |

|                               |           |  |
| Ricardo Costa 60’ Soldado 81’ | Marcatori |  |

| Arbitro: | Carlos del Cerro Grande |

|                             |           |                |
| Apoño 5’ (rig.) Postiga 32’ | Marcatori | 36’, 69’ Jonas |

| Arbitro: | Carlos Velasco Carballo |

|                         |           |                        |
| Jonas 27’ Soldado 45+3’ | Marcatori | 16’ Iborra 89’ Barkero |

| Arbitro: | José Antonio Teixeira Vitienes |

|             |           |  |
| Muniain 79’ | Marcatori |  |

| Arbitro: | César Muñiz Fernández |

|                                                  |           |  |
| Soldado 16’ (rig.) Paulão 85’ (aut.) Jonas 90+2’ | Marcatori |  |

| Arbitro: | Javier Estrada Fernández |

|           |           |          |
| Falcao 6’ | Marcatori | 5’ Jonas |

| Arbitro: | Alejandro José Hernández Hernández |

|                                   |           |           |
| Balenziaga 39’ (aut.) Jonas 90+3’ | Marcatori | 71’ Óscar |

| Arbitro: | José Luis González González |

|                                             |           |                                     |
| Mubarak 45+1’ Verdú 82’ Sergio García 90+3’ | Marcatori | 53’ Canales 87’ Jonas 90+1’ Soldado |

| Arbitro: | José Antonio Teixeira Vitienes |

|                                                           |           |                |
| Parejo 25’ Soldado 28’, 30’ (rig.) Canales 31’ Banega 56’ | Marcatori | 45+1’ Baptista |

| Arbitro: | David Fernández Borbalan |

|                                              |           |                       |
| Martínez 35’ Castro 73’ Agirretxe 87’, 90+4’ | Marcatori | 25’ Soldado 90’ Jonas |

| Arbitro: | Carlos del Cerro Grande |

|                                                             |           |  |
| Soldado 39’ Ricardo Costa 44’ Banega 60’ Jonas 90+3’ (rig.) | Marcatori |  |

| Arbitro: | Carlos Delgado Ferreiro |

|  |           |                                                   |
|  | Marcatori | 28’ (rig.), 34’ Soldado 62’ Guardado 90+2’ Valdez |

| Arbitro: | Fernando Teixeira Vitienes |

|  |           |             |
|  | Marcatori | 44’ Mathieu |

| Arbitro: | Jesús Gil Manzano |

|             |           |  |
| Soldado 60’ | Marcatori |  |

| Arbitro: | Carlos Clos Gomez |

|                                   |           |                             |
| Negredo 40’, 44’ (rig.), 57’, 61’ | Marcatori | 12’ Banega 56’, 88’ Soldado |

### Coppa del Re

#### Sedicesimi di finale
| Arbitro: | Jesús Gil Manzano |

|  |           |                        |
|  | Marcatori | 45+1’ Jonas 68’ Valdez |

| Arbitro: | José Antonio Teixeira Vitienes |

|                                |           |          |
| Rami 15’ Valdez 58’ Bernat 78’ | Marcatori | 84’ Nico |

#### Ottavi di finale
| Arbitro: | Miguel Pérez Lasa |

|  |           |                          |
|  | Marcatori | 48’ Parejo 90+3’ Soldado |

| Arbitro: | Carlos Velasco Carballo |

|                              |           |              |
| Tino Costa 34’ Soldado 90+3’ | Marcatori | 36’ Llorente |

#### Quarti di finale
| Arbitro: | César Muñiz Fernández |

|                                 |           |  |
| Benzema 37’ Guardado 73’ (aut.) | Marcatori |  |

| Arbitro: | Miguel Pérez Lasa |

|                |           |             |
| Tino Costa 52’ | Marcatori | 44’ Benzema |

### UEFA Champions League

#### Fase a gironi
| Arbitro: | Aydinus |

|                              |           |              |
| Schweinsteiger 38’ Kroos 76’ | Marcatori | 90+1’ Valdez |

| Arbitro: | Rocchi |

|                |           |  |
| Jonas 38’, 75’ | Marcatori |  |

| Arbitro: | Thomson |

|  |           |                                |
|  | Marcatori | 45+1’ (rig.), 55’, 69’ Soldado |

| Arbitro: | Hagen |

|                                                |           |                            |
| Jonas 26’ Soldado 29’ (rig.) Feghouli 51’, 86’ | Marcatori | 53’ Bressan 83’ Mazolevski |

| Arbitro: | Webb |

|              |           |            |
| Feghouli 77’ | Marcatori | 82’ Müller |

| Arbitro: | Stavrev |

|  |           |                  |
|  | Marcatori | 36’ (rig.) Jonas |

#### Fase a eliminazione diretta
| Arbitro: | Tagliavento |

|          |           |                         |
| Rami 90’ | Marcatori | 10’ Lavezzi 43’ Pastore |

| Arbitro: | Mažić |

|             |           |           |
| Lavezzi 66’ | Marcatori | 55’ Jonas |

## Statistiche
Statistiche aggiornate al 3 giugno 2013 (campionato finito)

### Statistiche di squadra
| Competizione          | Punti | In casa | In casa | In casa | In casa | In casa | In casa | In trasferta | In trasferta | In trasferta | In trasferta | In trasferta | In trasferta | Totale | Totale | Totale | Totale | Totale | Totale | DR  |
| Competizione          | Punti | G       | V       | N       | P       | Gf      | Gs      | G            | V            | N            | P            | Gf           | Gs           | G      | V      | N      | P      | Gf     | Gs     | DR  |
| --------------------- | ----- | ------- | ------- | ------- | ------- | ------- | ------- | ------------ | ------------ | ------------ | ------------ | ------------ | ------------ | ------ | ------ | ------ | ------ | ------ | ------ | --- |
| Primera División      | 65    | 19      | 13      | 3       | 3       | 42      | 25      | 19           | 6            | 5            | 8            | 25           | 29           | 38     | 19     | 8      | 11     | 67     | 54     | +13 |
| Coppa del Re          | -     | 3       | 2       | 1       | 0       | 6       | 3       | 3            | 2            | 0            | 1            | 4            | 2            | 6      | 4      | 1      | 1      | 10     | 5      | +5  |
| UEFA Champions League | 13    | 4       | 2       | 1       | 1       | 8       | 5       | 4            | 2            | 1            | 1            | 6            | 3            | 8      | 4      | 2      | 2      | 14     | 8      | +1  |
| Totale                | -     | 26      | 17      | 5       | 4       | 56      | 33      | 26           | 10           | 6            | 10           | 35           | 34           | 52     | 27     | 11     | 14     | 91     | 67     | +24 |

### Andamento in campionato
| Giornata  | 1  | 2  | 3  | 4  | 5  | 6  | 7  | 8 | 9  | 10 | 11 | 12 | 13 | 14 | 15 | 16 | 17 | 18 | 19 | 20 | 21 | 22 | 23 | 24 | 25 | 26 | 27 | 28 | 29 | 30 | 31 | 32 | 33 | 34 | 35 | 36 | 37 | 38 |
| --------- | -- | -- | -- | -- | -- | -- | -- | - | -- | -- | -- | -- | -- | -- | -- | -- | -- | -- | -- | -- | -- | -- | -- | -- | -- | -- | -- | -- | -- | -- | -- | -- | -- | -- | -- | -- | -- | -- |
| Luogo     | T  | C  | T  | C  | T  | C  | T  | C | T  | C  | T  | C  | T  | C  | T  | C  | C  | T  | C  | C  | T  | C  | T  | C  | T  | C  | T  | C  | T  | C  | T  | C  | T  | C  | T  | T  | C  | T  |
| Risultato | N  | N  | P  | V  | P  | V  | P  | V | P  | V  | N  | V  | P  | P  | V  | P  | V  | V  | V  | P  | V  | N  | V  | V  | N  | N  | P  | V  | N  | V  | N  | V  | P  | V  | V  | V  | V  | P  |
| Posizione | 12 | 13 | 17 | 11 | 15 | 10 | 14 | 9 | 11 | 9  | 9  | 8  | 11 | 12 | 10 | 11 | 9  | 8  | 7  | 7  | 7  | 6  | 5  | 5  | 5  | 5  | 7  | 5  | 6  | 5  | 6  | 5  | 6  | 5  | 5  | 5  | 4  | 5  |

Fonte: (ES) Estadísticas históricas, su laliga.es. URL consultato il 22 settembre 2015 (archiviato dall'url originale il 7 novembre 2017).
Legenda:

Luogo: C = Casa; T = Trasferta. Risultato: V = Vittoria; N = Pareggio; P = Sconfitta.

### Statistiche dei giocatori
| Giocatore      | Primera División | Primera División | Primera División | Primera División | Coppa di Spagna | Coppa di Spagna | Coppa di Spagna | Coppa di Spagna | Champions League | Champions League | Champions League | Champions League | Totale   | Totale | Totale      | Totale     |
| Giocatore      | Presenze         | Reti             | Ammonizioni      | Espulsioni       | Presenze        | Reti            | Ammonizioni     | Espulsioni      | Presenze         | Reti             | Ammonizioni      | Espulsioni       | Presenze | Reti   | Ammonizioni | Espulsioni |
| -------------- | ---------------- | ---------------- | ---------------- | ---------------- | --------------- | --------------- | --------------- | --------------- | ---------------- | ---------------- | ---------------- | ---------------- | -------- | ------ | ----------- | ---------- |
| D. Albelda     | 18               | 0                | 11               | 0                | 4               | 0               | 0               | 0               | 5                | 0                | 2                | 0                | 27       | 0      | 13          | 0          |
| D. Alves       | 24               | -39              | 0                | 0                | 1               | -0              | 0               | 0               | 2                | -2               | 0                | 0                | 27       | -41    | 0           | 0          |
| É. Banega      | 29               | 4                | 7                | 0                | 6               | 0               | 1               | 0               | 5                | 0                | 1                | 0                | 40       | 4      | 9           | 0          |
| A. Barragán    | 14               | 0                | 4                | 0                | 4               | 0               | 2               | 0               | 5                | 0                | 2                | 1                | 23       | 0      | 8           | 1          |
| J. Bernat      | 12               | 0                | 1                | 0                | 3               | 1               | 0               | 0               | 0                | 0                | 0                | 0                | 15       | 1      | 1           | 0          |
| S. Canales     | 13               | 2                | 1                | 0                | 1               | 0               | 0               | 0               | 1                | 0                | 0                | 0                | 15       | 2      | 1           | 0          |
| A. Cissokho    | 25               | 2                | 6                | 1                | 4               | 0               | 0               | 0               | 7                | 0                | 0                | 0                | 36       | 2      | 6           | 1          |
| R. Costa       | 26               | 4                | 9                | 2                | 4               | 0               | 2               | 0               | 6                | 0                | 1                | 0                | 36       | 4      | 12          | 2          |
| T. Costa       | 31               | 1                | 7                | 1                | 3               | 2               | 2               | 0               | 8                | 0                | 2                | 0                | 42       | 3      | 11          | 1          |
| A. Dalmau      | 0                | 0                | 0                | 0                | 0               | 0               | 0               | 0               | 0                | 0                | 0                | 0                | 0        | 0      | 0           | 0          |
| C. Delgado     | 0                | 0                | 0                | 0                | 0               | 0               | 0               | 0               | 1                | 0                | 0                | 0                | 1        | 0      | 0           | 0          |
| S. Feghouli    | 27               | 3                | 7                | 1                | 2               | 0               | 0               | 0               | 8                | 3                | 0                | 0                | 37       | 6      | 7           | 1          |
| F. Gago        | 13               | 0                | 3                | 0                | 1               | 0               | 0               | 0               | 4                | 0                | 1                | 0                | 18       | 0      | 4           | 0          |
| J. Gayá        | 0                | 0                | 0                | 0                | 1               | 0               | 0               | 0               | 0                | 0                | 0                | 0                | 1        | 0      | 0           | 0          |
| V. Guaita      | 14               | -15              | 1                | 0                | 5               | -5              | 0               | 0               | 6                | -6               | 2                | 0                | 25       | -26    | 3           | 0          |
| A. Guardado    | 32               | 1                | 6                | 0                | 5               | 0               | 0               | 0               | 7                | 0                | 0                | 0                | 44       | 1      | 6           | 0          |
| Jonas          | 35               | 13               | 5                | 2                | 6               | 1               | 1               | 0               | 8                | 5                | 1                | 0                | 49       | 19     | 7           | 2          |
| J. Mathieu     | 17               | 1                | 4                | 0                | 6               | 0               | 3               | 0               | 1                | 0                | 0                | 0                | 24       | 1      | 7           | 0          |
| D. Parejo      | 27               | 1                | 9                | 0                | 4               | 1               | 1               | 0               | 5                | 0                | 1                | 0                | 36       | 2      | 11          | 0          |
| J. Pereira     | 30               | 0                | 9                | 0                | 2               | 0               | 1               | 0               | 5                | 0                | 1                | 0                | 37       | 0      | 11          | 0          |
| P. Piatti      | 14               | 1                | 4                | 0                | 3               | 0               | 0               | 0               | 2                | 0                | 0                | 0                | 19       | 1      | 4           | 0          |
| Á. Quintanilla | 0                | 0                | 0                | 0                | 0               | 0               | 0               | 0               | 0                | 0                | 0                | 0                | 0        | 0      | 0           | 0          |
| A. Rami        | 25               | 0                | 5                | 1                | 5               | 1               | 0               | 0               | 6                | 1                | 1                | 1                | 36       | 2      | 6           | 2          |
| F. Ramos       | 0                | -0               | 0                | 0                | 0               | -0              | 0               | 0               | 0                | -0               | 0                | 0                | 0        | -0     | 0           | 0          |
| V. Ruiz        | 26               | 0                | 8                | 0                | 5               | 0               | 3               | 0               | 3                | 0                | 1                | 0                | 34       | 0      | 12          | 0          |
| R. Soldado     | 35               | 24               | 9                | 0                | 4               | 2               | 1               | 0               | 7                | 4                | 4                | 0                | 46       | 30     | 14          | 0          |
| N. Valdez      | 28               | 6                | 4                | 0                | 5               | 2               | 0               | 0               | 7                | 1                | 0                | 0                | 40       | 9      | 4           | 0          |
| J. Viera       | 17               | 2                | 2                | 0                | 5               | 0               | 0               | 0               | 3                | 0                | 0                | 0                | 25       | 2      | 2           | 0          |

## Giovanili

### Organigramma societario
Dati ricavati dal sito del Valencia. Selezionare poi la stagione e la categoria desiderate
Area direttiva
- Amministratore delegato Valencia Mestalla: Salvador Gomar
- Magazziniere Valencia Mestalla: Pedro Mares Sancho

Area tecnica - Valencia Mestalla
- Allenatore: Paco López
- Allenatore in seconda: Francisco Camarasa Castellar
- Preparatore atletico: Francisco Javier Forner Llacer
- Allenatore portieri: Luis Pascual Tarrega

Area tecnica - Juvenil A
- Allenatore: Sergio Pellicer
- Allenatore in seconda: Arroyo
- Preparatore atletico: Nacho Ballester
- Delegato: Jesus Sanz

Area tecnica - Juvenil B
- Allenatore: Fernando
- Allenatore in seconda: Jose Miguel
- Preparatore atletico: Xavi Calabuig
- Delegato: Javi

Area tecnica - Cadete A
- Allenatore: Taja
- Preparatore atletico: Juan Carlos
- Delegato: Jose Tormo

Area tecnica - Cadete B
- Allenatori: Jorge e Marrama
- Preparatore atletico: Ruben
- Delegato: Angel Gallego

Area tecnica - Infantil A
- Allenatori: Soto e Luis Pascual
- Preparatore atletico: Jose Pons
- Delegato: Jose Tormo

Area tecnica - Infantil B
- Allenatori: Raul Muñoz e Luis Pascual
- Preparatore atletico: Rafa Murgui
- Delegati: Angel Gallego e Manolo Cuenca

Area sanitaria
- Assistente medico Valencia Mestalla: Antonio Giner
- Fisioterapista Valencia Mestalla: Ximo Galindo
- Infermiere Juvenil A: Toño
- Fisioterapista Juvenil B: Alberto
- Fisioterapista Cadete A, B e Infantil A, B: Ivan

### Piazzamenti
Dati ricavati dal sito internet ufficiale del club valenciano. Selezionare la categoria desiderata per visualizzarne la classifica
- Valencia Mestalla:
  - Segunda División B 2012-13: 16º classificato nel Gruppo 3[86][87]
- Juvenil A:
  - Campionato: 3º classificato nel girone 7 della División de Honor
  - Torneo "Hamdam Bin Mohammed Al Maktoum": vincitore[88]
- Juvenil B:
  - Campionato: 2º classificato nel girone 8 della Liga Nacional Juvenil
- Cadete A:
  - Campionato: 1º classificato
- Cadete B:
  - Campionato: 4º classificato
- Infantil A:
  - Campionato: 2º classificato
- Infantil B:
  - Campionato: 1º classificato